# Charte du serment

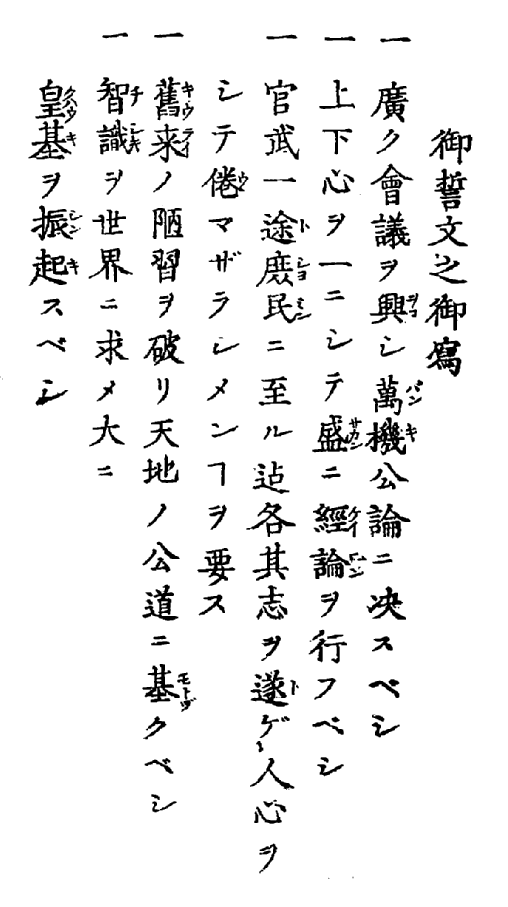
Publication officielle de la Charte du serment.

La Charte du serment (五箇条の御誓文, Gokajō no Goseimon, littéralement, le Serment en cinq articles) fut promulguée lors de l'intronisation de l'empereur Meiji du Japon le 7 avril 1868. Il s'agit d'une description des objectifs à atteindre pendant le règne de l'empereur, ouvrant ainsi officiellement le début de la modernisation du Japon. Elle est très importante dans l'histoire japonaise car c'est par elle que le gouvernement japonais a définitivement décidé d'abandonner la société traditionnelle et d'adopter les façons de faire occidentales pour éviter que le Japon ne devienne l'une des nombreuses colonies européennes. Elle peut être considérée comme la première constitution du Japon moderne

## Contexte
La charte fut publiée pendant la restauration de Meiji, une période troublée de l'histoire du Japon. Depuis 1192, le Japon était dirigé par un gouvernement militaire appelé le shogunat, avec à sa tête le shogun. En juin 1853, le commodore américain Matthew Perry entra dans la baie d'Edo avec plusieurs navires de guerre et exigea que le Japon s'ouvre au commerce international. Du fait de la supériorité technologique de l'armée étrangère, le shogun fut obligé de signé un traité désavantageux pour le Japon. Plusieurs daimyos (gouverneurs de province), s'opposèrent dès lors au shogun qui s'était montré faible et décidèrent de le combattre. C'est ce qu'on a appelé la période du Bakumatsu (1853-1867). Après la victoire des Ishin Shishi (patriotes de l'empereur) et des troupes impériales en général, l'empereur Meiji fut restauré dans ses fonctions de chef de l'État. Cela inaugurait l'ère Meiji (1868-1912), une période durant laquelle le Japon s'ouvrit à l'étranger et se modernisa, tel que décrit dans la charte du serment. 

## Texte
Comme son nom l'indique, le texte comporte cinq clauses :
« Par ce serment, nous nous engageons à mettre en place les mesures suivantes dans le but d'apporter la prospérité nationale et créer une constitution et des lois.
1. Des assemblées délibérantes seront établies et toutes les questions quotidiennes seront décidées après des discussions ouvertes.
2. Toutes les classes sociales, hautes et basses, devront travailler ensemble dans l'administration des affaires de l'État.
3. Les gens du commun, comme les fonctionnaires civils et militaires, seront tous autorisés à suivre leurs voies professionnelles quelles qu'elles soient, de sorte qu'il n'y ait pas de mécontentement.
4. Les mauvaises habitudes du passé doivent cesser et tout devra désormais être fondé sur les justes lois de la nature.
5. La connaissance sera recherchée de par le monde afin de renforcer le règne impérial[3]. »

## Origine et influence ultérieure
La première version du serment fut réalisée par le conseiller junior Yuri Kimimasa en janvier 1868. Elle contenait déjà des idées progressistes en parlant des frustrations que connaissaient les dirigeants Meiji à cause des « services d'héréditaires incompétents ». Le mois prochain, Takachika Fukuoka, un collègue de Yuri, changea les propos du texte pour les rendre plus modérés et « moins alarmants ». Quant à Takayoshi Kido, il réalisa la forme finale du serment en « employant des propos suffisamment ouverts pour prendre en compte les deux versions précédentes » Le serment fut ensuite lu à haute voix par Sanetomi Sanjō dans la salle de cérémonie principale du palais impérial de Kyoto en présence de l'empereur et de plus de 400 officiels. Après la lecture, les nobles et les daimyos présents apposèrent tous leurs noms sur un document pour dire qu'ils approuvaient le serment et qu'ils feraient de leur mieux pour le respecter et l'appliquer. Ceux qui n'étaient pas présents lors de la lecture se sont plus tard rendus au palais impérial pour signer. Il y eut plus de 767 signatures au total.
Le but de ce serment était double. Il devait annoncer la ligne directrice de la politique du gouvernement de Meiji à la suite de l'effondrement du shogunat Tokugawa et rallier les domaines pro-Tokugawa au gouvernement. La seconde motivation fut spécialement importante dans les premiers temps de la restauration car il dissuada plusieurs domaines de se joindre aux restes des Tokugawa pendant la guerre de Boshin. Plus tard, la victoire militaire « permit de rallier à la cause de l'empereur l'ensemble des nobles de la Cour et des daimyo influents ».
Les promesses de réformes de la charte ne furent initialement pas tenues : un parlement avec de réels pouvoirs ne fut pas établi avant 1890, et l'oligarchie de Meiji de Satsuma, Chōshū, Tosa et Hizen contrôlera la vie politique et militaire jusqu'au XXe siècle. De manière générale, la charte fut rédigée avec des termes généraux afin de minimiser la résistance des daimyos et offrir « une promesse de gradualisme et d'équité » :
« Les "conseils délibérants" et les "discours publics" étaient, après tout, des termes utilisés pour désigner la coopération entre les seigneurs des grands domaines. Cette vision "toutes classes" indiquait que la société continuerait à être divisée en classes. Même les "gens du commun" étaient traités décemment vis-à-vis des officiers "civils et militaires", les rangs privilégiés du passé. Personne n'était susceptible d'être favorable au maintien des "mauvaises habitudes"; le terme confucéen "Nature" indiquait quelle voie suivre. Seule la promesse que "la connaissance sera recherchée de par le monde" fut réellement une indication de changement ; mais ici aussi, la fin des Tokugawa avait démontré l'irrationalité d'un gouvernement japonais à deux têtes, un cas unique au monde. De plus, la recherche en question serait sélective et ciblée, dans le but de "renforcer le règne impérial". »
Le serment fut réitéré dans le premier article de la constitution promulguée en juin 1868, et les articles suivants furent fondés sur les politiques énoncées par la charte. Presque quatre-vingts ans plus tard, au lendemain de la Seconde Guerre mondiale, l'empereur Hirohito rendit hommage à la charte dans son fameux rescrit Ningen-sengen (« déclaration d'humanité ») en affirmant qu'elle était à la base de la politique nationale. Le but avoué de ce rescrit était d'apaiser les occupants américains en renonçant au caractère divin du pouvoir impérial, mais l'empereur lui-même était vu comme un symbole de la démocratie de l'ère Meiji.

## Source de la traduction
- (en) Cet article est partiellement ou en totalité issu de l’article de Wikipédia en anglais intitulé « Charter Oath » (voir la liste des auteurs).